# マシュー・フィッシャー
マシュー・フィッシャー（Matthew Fisher、1946年3月7日 - ）は、イギリスのキーボード・プレイヤーとして知られ、現在はコンピューター・プログラマ（外部リンクを参照）。

## 概要
プロコル・ハルムにキーボード・プレイヤーとして在籍。「青い影」のハモンドオルガン演奏を担当したことで知られている。

## 概歴
- 1946年、イングランドのクロイドン・アディスコムで生まれる。
- 1967年、プロコル・ハルムに加入。同年リリースした「青い影」がヒットした。
- 1969年、同バンドのアルバム『ソルティ・ドッグ』でプロデュースを担当。同年に脱退。
- 1973年、ソロ・アルバム『ジャーニーズ・エンド』(LP時代には『旅の終わり』という邦題も存在した)をリリース。
- 1991年、プロコル・ハルムの再結成に参加したが、2004年に脱退。
- 2005年、「青い影」の著作権の所在を巡って裁判を起こし、2006年に最高裁判決で40%の著作権が認められた[2]。

## ディスコグラフィ

### スタジオ・アルバム
- 『ジャーニーズ・エンド』 - Journey's End (1973年、RCA Victor) ※旧邦題『旅の終わり』
- 『アイル・ビー・ゼア』 - I'll Be There (1974年、RCA Victor)
- 『マシュー・フィッシャー』 - Matthew Fisher (1980年、Mercury)
- Strange Days (1981年、Mercury)
- A Salty Dog Returns (1990年、Angel Air)
- A Light Went Out In New York (1993年、Pigmy Productions) ※with ダウンライナーズ・セクト